# Sid Haig
Sidney Eddy Mosesian (Fresno, California, 14 de julio de 1939-Thousand Oaks, 21 de septiembre de 2019), más conocido como Sid Haig, fue un actor y productor de cine estadounidense.
Sus papeles más notables fueron varias películas de blaxploitation de Jack Hill en la década de 1970, así como su papel de Capitán Spaulding en las películas de terror de Rob Zombie House of 1000 Corpses, The Devil's Rejects y 3 from hell.
Apareció también en series de televisión como Batman, Get Smart, Star Trek, Misión imposible, Gunsmoke, The Rockford Files, Buck Rogers en el siglo xxv, La isla de la fantasía, Sledge Hammer!, The A-Team, Profesión Peligro, Jason of Star Command y MacGyver.

## Biografía
Haig nació en Fresno, California de padres armenios, y se crio en un barrio de mayoría armenia. Su padre, Haig Mosesian, era electricista. La carrera de Haig comenzó un poco por accidente. En su infancia, su rápido crecimiento físico interfería con su coordinación motora, lo que lo impulsó a tomar clases de baile. Con siete años, trabajó como bailarín remunerado en un espectáculo infantil navideño y luego se unió a una obra de vodevil.
Haig también mostró talento musical, en particular para la percusión, lo que llevó a sus padres a comprarle una batería en la que llegó a dominar una amplia gama de estilos musicales, incluyendo el swing, country, jazz, blues y el rock and roll. Le resultaba fácil ganar dinero con su música, y firmó un contrato para grabar un disco en la escuela secundaria. Haig llegó a grabar el sencillo Full House con el grupo T-Birds en 1958, sencillo que llegó a posicionarse en el número cuatro de la lista de éxitos.
En la escuela secundaria, la directora del departamento de teatro Alice Merrill le animó a seguir una carrera como actor. Merrill había sido actriz en Broadway y todavía mantenía contactos en el negocio. Durante su último curso, Merrill le incluyó en una obra del instituto. Dennis Morgan, una personalidad de la comedia musical de la década de 1940, vio actuar a Haig y le dio un papel destacado en la obra. También le aconsejó la actuación y seguir la carrera de actor. Haigh se matriculó en la Pasadena Playhouse, la escuela donde se formaron actores como Gene Hackman y Dustin Hoffman, y luego se mudó a Hollywood.
Se retiró temporalmente en 1992, sintiéndose encasillado y que su trabajo en filmes de bajo presupuesto podría haber perjudicado su carrera. Estudió durante cinco años y se certificó como hipnoterapeuta. Tras rechazar el papel de Marsellus Wallace en Pulp Fiction, apareció como juez en la siguiente película de Quentin Tarantino, Jackie Brown. En 2003, protagonizó la película debut de Rob Zombie, House of 1000 Corpses, como un payaso psicótico llamado Capitán Spaulding. El papel se convirtió en un icono del cine de terror y revivió su carrera.

## Vida personal y muerte

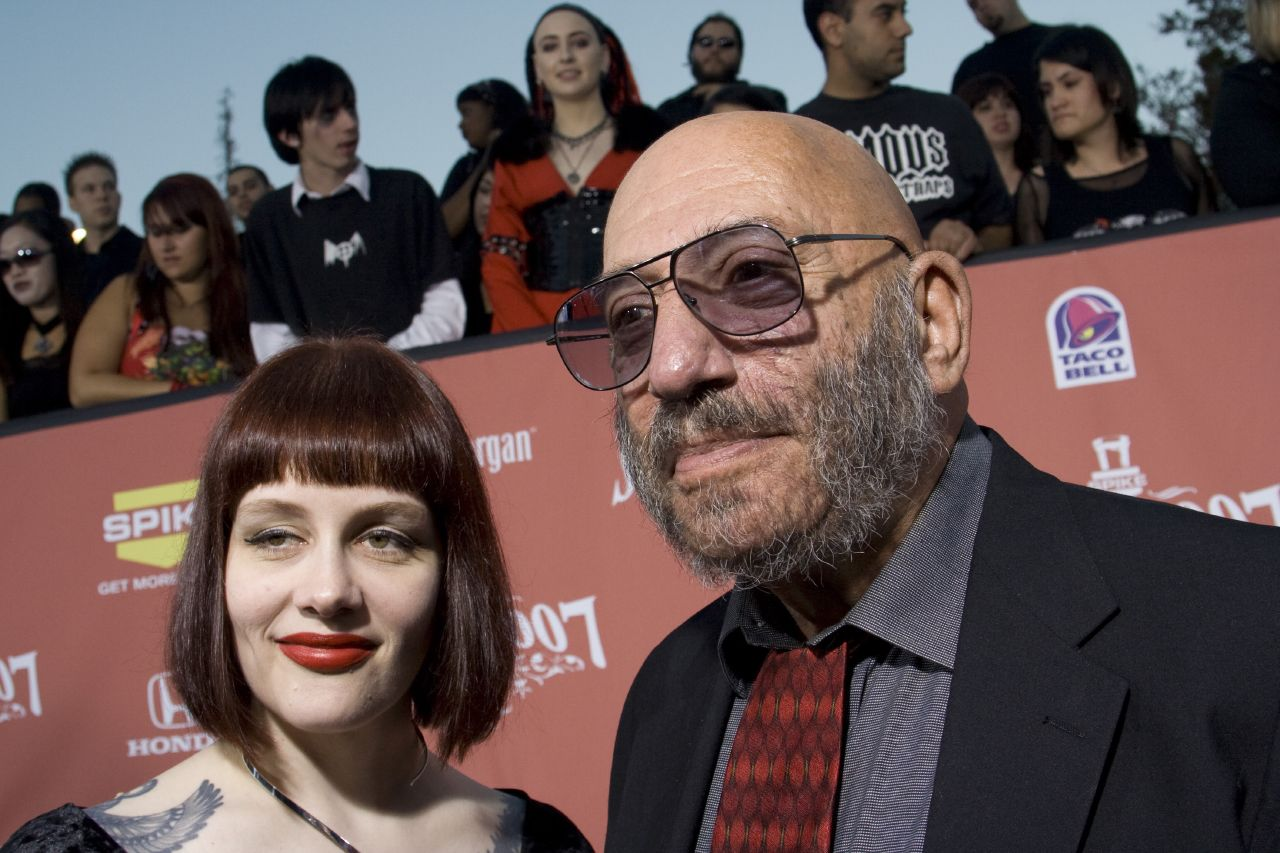
El actor Sid Haig junto a su esposa Susan L. Oberg durante los Scream Awards de 2007.

El 2 de noviembre de 2007, Haig se casó con Susan L. Oberg.
A principios de septiembre de 2019, fue hospitalizado tras sufrir una caída en su casa de Thousand Oaks, California. Mientras se recuperaba, contrajo neumonía debido a una infección por aspergillus y falleció el 21 de septiembre de 2019 a los ochenta años.

## Filmografía
| Año  | Película                            | Personaje                        | Director                       | Observaciones |
| ---- | ----------------------------------- | -------------------------------- | ------------------------------ | ------------- |
| 1960 | The Host                            | El fugitivo                      | Jack Hill                      | Cortometraje  |
| 1962 | The Firebrand                       | Diego                            | Maury Dexter                   |               |
| 1965 | Beach Ball                          | Batería de los Righteous Brother | Lennie Weinrib                 |               |
| 1966 | Blood Bath                          | Abdul el árabe                   | Jack Hill, Stephanie Rothman   |               |
| 1967 | It's a Bikini World                 | Papa                             | Stephanie Rothman              |               |
| 1967 | A quemarropa                        | Guardia                          | John Boorman                   |               |
| 1968 | Spider Baby                         | Ralph                            | Jack Hill                      |               |
| 1968 | The Hell with Heroes                | Crespin                          | Joseph Sargent                 |               |
| 1969 | Pit Stop                            | Hawk Sidney                      | Jack Hill                      |               |
| 1969 | Che!                                | Antonio                          | Richard Fleischer              |               |
| 1970 | C.C. and Company                    | Crow                             | Seymour Robbie                 |               |
| 1971 | THX 1138                            | NCH                              | George Lucas                   |               |
| 1971 | The Big Doll House                  | Harry                            | Jack Hill                      |               |
| 1971 | Diamonds Are Forever                | Operador de Slumber Inc.         | Guy Hamilton                   |               |
| 1972 | The Big Bird Cage                   | Django                           | Jack Hill                      |               |
| 1973 | The No Mercy Man                    | Pill Box                         | Daniel Vance                   |               |
| 1973 | Black Mama, White Mama              | Django                           | Jack Hill                      |               |
| 1973 | Wonder Woman                        | Gregorious                       | Robert Vincent O'Neill         |               |
| 1973 | El emperador del norte              | Grease Tail                      | Robert Aldrich                 |               |
| 1973 | Coffy                               | Omar                             | Jack Hill                      |               |
| 1973 | Beyond Atlantis                     | East Eddie                       | Eddie Romero                   |               |
| 1973 | The Woman Hunt                      | Silas                            | Eddie Romero                   |               |
| 1973 | The Don Is Dead                     | El árabe                         | Richard Fleischer              |               |
| 1974 | Busting                             | Gorila del Rizzo                 | Peter Hyams                    |               |
| 1974 | Foxy Brown                          | Hays                             | Jack Hill                      |               |
| 1974 | Savage Sisters                      | Malavael                         | Eddie Romero                   |               |
| 1974 | The Rockford Files                  | Caledonia                        |                                |               |
| 1976 | Swashbuckler                        | Pirata calvo                     | James Goldstone                |               |
| 1980 | Loose Shoes                         | Lone Stranger                    | Ira Miller                     |               |
| 1981 | Underground Aces                    | Faoud                            | Robert Butler                  |               |
| 1981 | Chu Chu and the Philly Flash        | Vince                            | David Lowell Rich              |               |
| 1981 | Galaxy of Terror                    | Quuhod                           | Bruce D. Clark                 |               |
| 1982 | The Aftermath                       | Cutter                           | Steve Barkett                  |               |
| 1982 | 40 Days of Musa Dagh                | General turco                    | Sarky Mouradian                |               |
| 1987 | Commando Squad                      | Iggy                             | Fred Olen Ray                  |               |
| 1988 | Warlords                            | El señor de la guerra            | Fred Olen Ray                  |               |
| 1989 | Wizards of the Lost Kingdom II      | Donar                            | Charles B. Griffith            |               |
| 1990 | The Forbidden Dance                 | Joa                              | Greydon Clark                  |               |
| 1990 | Genuine Risk                        | Curly                            | Kurt Voss                      |               |
| 1992 | Boris and Natasha: The Movie        | Coronel Gorda                    | Charles Martin Smith           |               |
| 1997 | Jackie Brown                        | Juez                             | Quentin Tarantino              |               |
| 2003 | House of 1000 Corpses               | Capitán Spaulding                | Rob Zombie                     |               |
| 2003 | Kill Bill Vol. 2                    | Jay                              | Quentin Tarantino              |               |
| 2005 | The Devil's Rejects                 | Capitán Spaulding/Cutter         | Rob Zombie                     |               |
| 2005 | House of the Dead 2                 | Profesor Curien                  | Michael Hurst                  |               |
| 2006 | Night of the Living Dead 3D         | Gerald Tovar, Jr.                | Jeff Broadstreet               |               |
| 2006 | Little Big Top                      | Seymour                          | Ward Roberts                   |               |
| 2007 | Dead Man's Hand                     | Roy 'The Word' Donahue           | Charles Band                   |               |
| 2007 | Halloween: el origen                | Chester Chesterfield             | Rob Zombie                     |               |
| 2007 | Brotherhood of Blood                | Pashek                           | Michael Roesch, Peter Scheerer |               |
| 2009 | Razor                               | Sam                              | James P. Lay                   |               |
| 2009 | The Haunted World of El Superbeasto | Capitán Spaulding                | Mr. Lawrence, Carey Yost       | Solamente voz |
| 2009 | Dark Moon Rising                    | Crazy Louis                      | Dana Mennie                    |               |
| 2010 | Go Straight to Hell                 | Dr. Phillips                     | Edward G. Norris               |               |
| 2010 | Blood is Blood                      | Chopper                          | Fred M. Andrews                |               |
| 2015 | Bone Tomahawk                       | Buddy                            | S. Craig Zhaler                |               |
| 2019 | 3 from hell                         | Capitán Spaulding                | Rob Zombie                     |               |